# Wolseley 11/22
Der Wolseley 11/22 war ein Pkw der unteren Mittelklasse, den Wolseley 1925 als Nachfolger des ersten Ten  herausbrachte.
Wie sein Vorgänger besaß er einen Vierzylindermotor mit 1261 cm³ Hubraum und Wasserkühlung, aber anstatt der obenliegenden Nockenwelle obenliegende Ventile mit Kipphebeln. Er wurde auf einem Fahrgestell mit 2464 mm Radstand geliefert. Der Aufbau war 3683 mm lang und 1575 mm breit. Das Wagengewicht lag bei 864 kg.
1929 wurde die Produktion wieder beendet. Erst 1936/1937 fand er im 10/40 einen Nachfolger.